# Stanley Fischer
Stanley „Stan” Fischer (hebr.: סטנלי פישר, ur. 15 października 1943 w Rodezji Północnej, zm. 31 maja 2025) – amerykańsko-izraelski ekonomista, od 1 maja 2005 do czerwca 2013 prezes Banku Izraela. Od 2014 roku wiceprzewodniczący Rady Prezesów Systemu Rezerwy Federalnej, banku centralnego Stanów Zjednoczonych.
Autor popularnych podręczników z dziedziny ekonomii, w tym „Makroekonomii” i „Mikroekonomii” napisanych wspólnie z D. Beggiem i R. Dornbuschem.
Pochodził z rodziny Żydów bałtyckich, urodził się jako obywatel brytyjski, posiadał obywatelstwo izraelskie oraz amerykańskie.